# Список университетов и колледжей Гуандуна
Ниже приведен список университетов и колледжей провинции Гуандун (Китай).

## Обозначения
В статье используются следующие обозначения:
- Национальный: учебное заведение, управляемое одним из национальных ведомств.
- Провинциальный: учебное заведение, управляемое властями провинции.
- Частный: частное учебное заведение.
- Независимый: независимое учебное заведение.
- Ω (национальные ключевые университеты[англ.]): университеты имеющие высокий уровень поддержки со стороны центрального правительства КНР.

## Университеты
| Название                                                 | Китайское название                    | Год  | Тип                 | Город     | Ссылка                      | Примечания |
| -------------------------------------------------------- | ------------------------------------- | ---- | ------------------- | --------- | --------------------------- | --- |
| Университет Чжуншань имени Сунь Ятсена                   | 中山大学                              | 1924 | Национальный (МОК)  | Гуанчжоу  | http://www.sysu.edu.cn      | Ω (недоступная ссылка) участник «Проекта 985» и «Проекта 211», входит в провинциальный список университетов высокого уровня |
| Южно-Китайский технологический университет               | 华南理工大学                          | 1952 | Национальный (МОК)  | Гуанчжоу  | https://www.scut.edu.cn/    | Ω (недоступная ссылка) участник «Проекта 985» и «Проекта 211», входит в провинциальный список университетов высокого уровня |
| Цзинаньский университет                                  | 暨南大学                              | 1906 | Национальный (OCAO) | Тяньхэ    | https://jnu.edu.cn/         | Ω (недоступная ссылка) участник «Проекта 211», входит в провинциальный список университетов высокого уровня                 |
| Южно-Китайский педагогический университет                | 华南师范大学                          | 1933 | Провинциальный      | Гуанчжоу  | http://www.scnu.edu.cn/     | Участник (недоступная ссылка) «Проекта 211», входит в провинциальный список университетов высокого уровня                   |
| Южно-Китайский аграрный университет                      | 华南农业大学                          | 1909 |                     | Тяньхэ    | http://scau.edu.cn/         | Входит в провинциальный список университетов высокого уровня                                                                |
| Гуанчжоуский технологический университет                 | 广东工业大学                          | 1952 | Провинциальный      | Гуанчжоу  | http://www.gdut.edu.cn/     | Входит (недоступная ссылка) в провинциальный список университетов высокого уровня                                           |
| Шэньчжэньский университет                                | 深圳大学                              | 1983 | Провинциальный      | Шэньчжэнь | https://www.szu.edu.cn/     | (недоступная ссылка) |
| Шаньтоуский университет                                  | 汕头大学                              | 1981 | Провинциальный      | Шаньтоу   | https://www.stu.edu.cn/     | Входит (недоступная ссылка) в провинциальный список университетов высокого уровня                                           |
| Гуандунский океанский университет                        | 广东海洋大学                          | 1935 | Провинциальный      | Чжаньцзян | http://www.gdou.edu.cn/     | Входит (недоступная ссылка) в провинциальный список университетов высокого уровня                                           |
| Гуанчжоуский университет традиционной китайской медицины | 广州中医药大学                        | 1956 | Провинциальный      | Гуанчжоу  | http://www.gzucm.edu.cn/    | Входит (недоступная ссылка) в провинциальный список университетов высокого уровня                                           |
| Южно-Китайский медицинский университет                   | 南方医科大学                          | 1951 | Провинциальный      | Гуанчжоу  | http://www.fimmu.com/       | Участник (недоступная ссылка) «Программы 973», входит в провинциальный список университетов высокого уровня                 |
| Фошаньский университет                                   | 佛山科学技术学院                      | 1958 | Провинциальный      | Фошань    | http://www.fosu.edu.cn/     | |
| Гуандунский университет иностранных языков               | 广东外语外贸大学                      | 1965 | Провинциальный      | Гуанчжоу  | http://www.gdufs.edu.cn/    | Входит (недоступная ссылка) в провинциальный список университетов высокого уровня                                           |
| Гуанчжоуский университет                                 | 广州大学                              | 1953 | Провинциальный      | Гуанчжоу  | http://english.gzhu.edu.cn/ | Входит (недоступная ссылка) в провинциальный список университетов высокого уровня                                           |
| Южный научно-технологический университет                 | 南方科技大学                          | 2011 | Провинциальный      | Шэньчжэнь | http://www.sustc.edu.cn/    | Входит в провинциальный список университетов высокого уровня                                                                |
| Гуанчжоуский медицинский университет                     | 广州医科大学                          | 1958 | Провинциальный      | Гуанчжоу  | https://www.gzhmu.edu.cn/   | Входит (недоступная ссылка) в провинциальный список университетов высокого уровня                                           |
| Объединённый международный колледж                       | 北京师范大学-香港浸会大学联合国际学院 | 2005 | Провинциальный      | Чжухай    | https://uic.edu.hk//en/     | Совместный (недоступная ссылка) проект Пекинского педагогического и Гонконгского баптистского университетов                 |
| Университет Уи                                           | 五邑大学                              | 1985 | Провинциальный      | Цзянмынь  | http://www.wyu.edu.cn/      | (недоступная ссылка) |
| Дунгуаньский технологический университет                 | 东莞理工学院                          | 1992 | Провинциальный      | Дунгуань  | http://www.dgut.edu.cn/     | (недоступная ссылка) |
| Гуандунский нефетехимический технологический университет | 广东石油化工学院                      | 1954 | Провинциальный      | Маомин    | http://www.gdpa.edu.cn/     | (недоступная ссылка) |
| Сельскохозяйственный и инженерный университет Чжункая    | 仲恺农业工程学院                      | 1927 | Провинциальный      | Гуанчжоу  | http://www.zhku.edu.cn/     | |
| Гуандунский медицинский университет                      | 廣東醫科大學                          | 1958 | Провинциальный      | Чжаньцзян | https://www.gdmu.edu.cn/    | (недоступная ссылка) |
| Гуандунский фармацевтический университет                 | 广东药科大学                          | 1958 | Провинциальный      | Чжуншань  | http://www.gdpu.edu.cn/     | (недоступная ссылка) |
| Хойчжоуский университет                                  | 惠州学院                              | 1921 | Провинциальный      | Хойчжоу   | https://www.hzu.edu.cn/     | |
| Шаогуаньский университет                                 | 韶关学院                              | 1958 | Провинциальный      | Шаогуань  | http://www.sgu.edu.cn/      | (недоступная ссылка) |
| Линнаньский педагогический университет                   | 岭南师范学院                          | 1904 | Провинциальный      | Чжаньцзян | http://www.lingnan.edu.cn/  | (недоступная ссылка) |
| Цзяинский университет                                    | 嘉应学院                              | 1913 | Провинциальный      | Мэйчжоу   | http://www.jyu.edu.cn/      | (недоступная ссылка) |
| Ханьшаньский педагогический университет                  | 韩山师范学院                          | 1903 | Провинциальный      | Чаочжоу   | http://www.hstc.edu.cn/     | (недоступная ссылка) |
| Гуандунский второй педагогический университет            | 广东第二师范学院                      | 1955 | Провинциальный      | Гуанчжоу  | http://www.gdei.edu.cn/     | (недоступная ссылка) |
| Гуандунский финансовый университет                       | 广东金融学院                          | 1985 | Провинциальный      | Чжаоцин   | http://www.gduf.edu.cn/     | (недоступная ссылка) |
| Гуандунский финансово-экономический университет          | 广东财经大学                          | 1983 | Провинциальный      | Фошань    | http://www.gdufe.edu.cn/    | |
| Гуандунский полицейский колледж                          | 广东警官学院                          | 1949 | Провинциальный      | Гуанчжоу  | http://www.gdppla.edu.cn/   | Провинциальный Департамент общественной безопасности                                                                        |
| Гуанчжоуский спортивный университет                      | 广州体育学院                          | 1958 | Провинциальный      | Гуанчжоу  | http://www.gipe.edu.cn/     | |
| Гуанчжоуская академия изобразительных искусств           | 广州美术学院                          | 1953 | Провинциальный      | Гуанчжоу  | http://www.gzarts.edu.cn/   | (недоступная ссылка) |
| Синхайская музыкальная консерватория                     | 星海音乐学院                          | 1957 | Провинциальный      | Тяньхэ    | http://www.xhcom.edu.cn/    | |
| Гуандунский педагогический политехнический университет   | 广东技术师范学院                      | 1957 | Провинциальный      | Гуанчжоу  | http://www.gpnu.edu.cn/     | |
| Чжаоцинский университет                                  | 肇庆学院                              | 1972 | Провинциальный      | Чжаоцин   | https://www.zqu.edu.cn/     | (недоступная ссылка) |
| Гуанчжоуский морской университет                         | 广州航海学院                          | 1964 | Провинциальный      | Гуанчжоу  | http://www.gzhmt.edu.cn/    | (недоступная ссылка) |
| Гуандунский университет Байюнь                           | 广东白云学院                          | 1989 | Частный             | Гуанчжоу  | http://www.baiyunu.edu.cn/  | (недоступная ссылка) |
| Гуандунский колледж Пэйчжэн                              | 广东培正学院                          | 1996 | Частный             | Хуаду     | http://www.peizheng.edu.cn/ | (недоступная ссылка) |
| Гуандунский научно-технологический университет           | 广东科技学院                          | 2003 | Частный             | Дунгуань  | http://www.gdust.cn/        | (недоступная ссылка) |
| Гуандунский институт «Ньюсофт»                           | 广东东软学院                          | 2002 | Частный             | Фошань    | https://www.nuit.edu.cn/    | Аффилирован (недоступная ссылка) с Neusoft Corporation                                                                      |
| Китайский университет Гонконга в Шэньчжэне               | 香港中文大学（深圳）                  | 2014 | Провинциальный      | Шэньчжэнь | http://www.cuhk.edu.cn/     | Аффилирован (недоступная ссылка) с Китайским университетом Гонконга                                                         |

## Независимые колледжи[кит.]
| Название                                                             | Китайское название         | Год  | Тип             | Город              | Ссылка                      | Примечания |
| -------------------------------------------------------------------- | -------------------------- | ---- | --------------- | ------------------ | --------------------------- | --- |
| Чжуншаньский институт Университета электронных наук и технологий КНР | 电子科技大学中山学院       | 2002 | Частный         | Шици (Чжуншань)    | http://www.zsc.edu.cn/      | Основан (недоступная ссылка) при участии Университета электронных наук и технологий КНР, Муниципального народного правительства Чжуншаня и Департамента образования провинции Гуандун |
| Пекинский педагогический университет в Чжухае                        | 北京师范大学珠海分校       | 2002 | Государственный | Сянчжоу (Чжухай)   | http://www.bnuz.edu.cn/     | Основан (недоступная ссылка) при участии Пекинского педагогического университета, Муниципального народного правительства Чжухая и Департамента образования провинции Гуандун          |
| Колледж Цзэнчэн                                                      | 华南师范大学增城学院       | 1998 | Частный         | Логан (Гуанчжоу)   | http://www.scnuzc.cn/       | Основан при участии Южно-Китайского педагогического университета и Департамента образования провинции Гуандун                                                                         |
| Колледж Хуали                                                        | 广东工业大学华立学院       | 2001 | Частный         | Цзэнчэн (Гуанчжоу) | http://www.hualixy.com/     | Основан (недоступная ссылка) при участии Гуанчжоуского технологического университета и Департамента образования провинции Гуандун                                                     |
| Колледж Сунда                                                        | 广州大学松田学院           | 2000 | Частный         | Цзэнчэн (Гуанчжоу) | http://www.sontan.net/      | Основан при участии Гуанчжоуского университета и Департамента образования провинции Гуандун                                                                                           |
| Пекинский технологический институт в Чжухае                          | 北京理工大学珠海学院       | 2004 | Частный         | Сянчжоу (Чжухай)   | http://www.bitzh.edu.cn/    | Основан (недоступная ссылка) при участии Пекинского технологического института и Департамента образования провинции Гуандун                                                           |
| Чжухайский колледж Цзилинского университета                          | 吉林大学珠海学院           | 2004 | Частный         | Цзиньвань (Чжухай) | http://www.jluzh.com/       | Основан при участии Цзилиньского университета и Департамента образования провинции Гуандун                                                                                            |
| Городской колледж Дунгуаньского технологического университета        | 东莞理工学院城市学院       | 2006 | Частный         | Ляобу (Дунгуань)   | http://csxy.dgut.edu.cn/    | Основан (недоступная ссылка) при участии Дунгуаньского технологического университета и Департамента образования провинции Гуандун                                                     |
| Колледж Синьхуа                                                      | 中山大学新华学院           | 2005 | Частный         | Мачун (Дунгуань)   | http://xh.sysu.edu.cn/      | Основан при участии Университета Сунь Ятсена и Департамента образования провинции Гуандун                                                                                             |
| Колледж Чжуцзян                                                      | 华南农业大学珠江学院       | 2006 | Частный         | Цунхуа (Гуанчжоу)  | http://www.scauzhujiang.cn/ | Основан при участии Южно-Китайского аграрного университета и Департамента образования провинции Гуандун                                                                               |
| Южно-Китайский институт программной инженерии                        | 广州大学华软软件学院       | 2002 | Частный         | Цунхуа (Гуанчжоу)  | https://www.sise.com.cn/    | Основан (недоступная ссылка) при участии Гуанчжоуского университета и Департамента образования провинции Гуандун Другое название: Хуасофт софтвер колледж                             |
| Колледж Тяньхэ                                                       | 广东技术师范学院天河学院   | 2006 | Частный         | Байюнь (Гуанчжоу)  | http://www.thxy.cn/         | Основан (недоступная ссылка) при участии Гуандунского педагогического политехнического университета и Департамента образования провинции Гуандун                                      |
| Колледж Наньфан                                                      | 中山大学南方学院           | 2006 | Частный         | Цунхуа (Гуанчжоу)  | http://www.nfu.edu.cn/      | Основан (недоступная ссылка) при участии Университета Сунь Ятсена и Департамента образования провинции Гуандун                                                                        |
| Гуанчжоуский колледж                                                 | 华南理工大学广州学院       | 2006 | Частный         | Хуаду (Гуанчжоу)   | https://www.gcu.edu.cn/     | Основан при участии Южно-Китайского технологического университета и Департамента образования провинции Гуандун                                                                        |
| Китайская школа бизнеса                                              | 广东财经大学华商学院       | 2006 | Частный         | Цзэнчэн (Гуанчжоу) |                             | Основан при участии Гуандунского финансово-экономического университета и Департамента образования провинции Гуандун Другое название: Хуашан-колледж                                   |
| Колледж Цуньцзинь                                                    | 广东海洋大学寸金学院       | 1999 | Частный         | Мачжан (Чжаньцзян) | http://www.gdcjxy.com/      | Основан при участии Гуандунского университета океанского и Департамента образования провинции Гуандун                                                                                 |
| Южно-Китайский колледж бизнеса                                       | 广东外语外贸大学南国商学院 | 2006 | Частный         | Байюнь (Гуанчжоу)  | http://www.gwng.edu.cn/     | Основан (недоступная ссылка) при участии Гуандунского университета иностранных языков и Департамента образования провинции Гуандун Другое название: Школа бизнеса Наньго              |

## Колледжи
| Название                                                              | Китайское название           | Год  | Тип                   | Город     | Ссылка                                | Примечания                                                                           |
| --------------------------------------------------------------------- | ---------------------------- | ---- | --------------------- | --------- | ------------------------------------- | ------------------------------------------------------------------------------------ |
| Гуанчжоуский колледж гражданской авиации                              | 广州民航职业技术学院         | 1999 | Национальный (другие) | Гуанчжоу  | https://www.caac.net/                 | (недоступная ссылка)                                                                 |
| Чжаоцинский медицинский колледж                                       | 肇庆医学高等专科学校         | 1958 | Провинциальный        | Чжаоцин   | http://www.zqmc.net/                  | (недоступная ссылка)                                                                 |
| Гуандунский технологический колледж Линнань                           | 广东岭南职业技术学院         | 2001 | Частный               | Гуанчжоу  | http://www.lnc.edu.cn/                | (недоступная ссылка)                                                                 |
| Частный колледж Хуалянь                                               | 私立华联学院                 | 1990 | Частный               | Гуанчжоу  | http://www.hlu.edu.cn/                | (недоступная ссылка)                                                                 |
| Гуандунский бизнес-колледж Наньхуа                                    | 广东南华工商职业学院         | 1993 | Провинциальный        | Гуанчжоу  | http://www.nhic.edu.cn/               | (недоступная ссылка)                                                                 |
| Гуандунский продовольственный и фармацевтический колледж              | 广东食品药品职业学院         | 1965 | Провинциальный        | Гуанчжоу  | http://www.gdyzy.edu.cn/              |                                                                                      |
| Гуандунский колледж лёгкой промышленности                             | 广东轻工职业技术学院         | 1999 | Провинциальный        | Гуанчжоу  | http://www.gdqy.edu.cn/               | (недоступная ссылка)                                                                 |
| Гуандунский технический колледж водного хозяйства и электроэнергетики | 广东水利电力职业技术学院     | 1952 | Провинциальный        | Гуанчжоу  | http://www.gdsdxy.cn/                 |                                                                                      |
| Фошаньский профессионально-технический колледж                        | 佛山职业技术学院             | 2000 | Провинциальный        | Фошань    | http://www.fspt.net/                  |                                                                                      |
| Гуандунский колледж сельскохозяйственной промышленности и торговли    | 广东农工商职业技术学院       | 1952 | Провинциальный        | Гуанчжоу  | http://www.gdaib.edu.cn/              |                                                                                      |
| Гуандунский профессионально-технический колледж Синьань               | 广东新安职业技术学院         | 1998 | Частный               | Шэньчжэнь | http://gdxa.cn/                       | (недоступная ссылка)                                                                 |
| Профессионально-технический колледж Шуньдэ                            | 顺德职业技术学院             | 1999 | Провинциальный        | Фошань    | http://www.sdpt.com.cn/               | (недоступная ссылка)                                                                 |
| Чаошаньский профессионально-технический колледж                       | 潮汕职业技术学院             | 1999 | Провинциальный        | Цзеян     | http://www.chaoshan.cn/               | (недоступная ссылка)                                                                 |
| Шэньчжэньский профессионально-технический колледж                     | 深圳职业技术学院             | 1993 | Провинциальный        | Шэньчжэнь | https://www.szpt.edu.cn/              | (недоступная ссылка)                                                                 |
| Гуандунский профессионально-технический колледж Суншань               | 广东松山职业技术学院         | 2000 | Провинциальный        | Шаогуань  | http://www.fzrjxy.com/                | (недоступная ссылка)                                                                 |
| Гуандунский профессионально-технический колледж связи                 | 广东交通职业技术学院         | 1959 | Провинциальный        | Гуанчжоу  | https://www.gdcp.cn/                  | (недоступная ссылка)                                                                 |
| Гуанчжоу политехнический колледж Паньюй                               | 广州番禺职业技术学院         | 1997 | Провинциальный        | Гуанчжоу  | http://www.gzpyp.edu.cn/              | (недоступная ссылка)                                                                 |
| Янцзянский профессионально-технический колледж                        | 阳江职业技术学院             | 2001 | Провинциальный        | Янцзян    | http://www.yjcollege.net/             |                                                                                      |
| Гуанчжоуский профессионально-технический колледж Чжуцзян              | 广州珠江职业技术学院         | 2009 | Частный               | Гуанчжоу  | http://www.gzzjedu.cn/                | (недоступная ссылка)                                                                 |
| Гуандунский колледж почты и телекоммуникаций                          | 广东邮电职业技术学院         | 1950 | Провинциальный        | Гуанчжоу  | http://www.gupt.net/                  |                                                                                      |
| Гуанчжоуский научно-технический колледж                               | 广州科技职业技术学院         | 2004 | Частный               | Гуанчжоу  | http://gzstcollege.gd.edu.cn/         |                                                                                      |
| Цзеянский профессионально-технический колледж                         | 揭阳职业技术学院             | 1999 | Провинциальный        | Цзеян     | http://www.jyc.edu.cn/                | (недоступная ссылка)                                                                 |
| Гуанчжоуский колледж городского строительства                         | 广州城建职业学院             | 1960 | Частный               | Гуанчжоу  | http://www.gzccc.edu.cn/              | (недоступная ссылка)                                                                 |
| Гуанчжоуский современный информационно-технический колледж            | 广州现代信息工程职业技术学院 | 2005 | Частный               | Гуанчжоу  | http://www.mbu.cn/                    | (недоступная ссылка)                                                                 |
| Гуандунский колледж промышленности и торговли                         | 广东工商职业学院             | 2004 | Провинциальный        | Гуанчжоу  | http://www.zqtbu.com/                 | (недоступная ссылка)                                                                 |
| Гуанчжоуский спортивный колледж                                       | 广州体育职业技术学院         | 1973 | Провинциальный        | Гуанчжоу  | http://www.gztzy.edu.cn/              | (недоступная ссылка)                                                                 |
| Гуанчжоу профессиональный колледж Сунтянь                             | 广州松田职业学院             | 2007 | Частный               | Гуанчжоу  | http://www.sontanedu.cn/              |                                                                                      |
| Гуандунский колледж искусств и наук                                   | 广东文理学院                 | 1955 | Частный               | Чжаньцзян | http://www.gdwl.org/                  |                                                                                      |
| Гуанчжоуский железнодорожный колледж                                  | 广州铁路职业技术学院         | 2000 | Провинциальный        | Гуанчжоу  | http://www.gtxy.edu.cn/               |                                                                                      |
| Гуандунский спортивный колледж                                        | 广东体育职业技术学院         | 1956 | Провинциальный        | Гуанчжоу  | http://www.gdvcp.net/                 | (недоступная ссылка)                                                                 |
| Гуандунский колледж государственного управления                       | 广东行政职业学院             | 1985 | Провинциальный        | Гуанчжоу  | http://www.gdxzzy.com/                |                                                                                      |
| Чжухайский городской профессионально-технический колледж              | 珠海城市職業技術學院         | 2004 | Провинциальный        | Чжухай    | https://www.zhcpt.edu.cn/             | (недоступная ссылка)                                                                 |
| Хуэйчжоуский экономический и политехнический колледж                  | 惠州经济职业技术学院         | 2004 | Частный               | Хуэйчжоу  | http://www.hzcollege.com/             | (недоступная ссылка)                                                                 |
| Маоминский политехнический колледж                                    | 茂名职业技术学院             | 2004 | Провинциальный        | Маомин    | http://www.mmvtc.cn/                  |                                                                                      |
| Чжуншаньский политехнический колледж                                  | 中山火炬职业技术学院         | 2004 | Провинциальный        | Чжуншань  | http://www.zstp.cn/                   | (недоступная ссылка)                                                                 |
| Гуандунский научно-технологический колледж                            | 广东科学技术职业学院         | 1985 | Провинциальный        | Гуанчжоу  | http://www.gdit.edu.cn/               | (недоступная ссылка)                                                                 |
| Гуандунский промышленно-торговый колледж                              | 广东工贸职业技术学院         | 1957 | Провинциальный        | Гуанчжоу  | http://www.gdgm.edu.cn/               |                                                                                      |
| Южно-Китайский колледж бизенса и торговли                             | 广州华南商贸职业学院         | 2005 | Частный               | Гуанчжоу  | http://www.hnsmxy.cn/                 | (недоступная ссылка)                                                                 |
| Гуанчжоуский колледж бизнеса и технологий                             | 广州工商职业技术学院         | 2004 | Частный               | Гуанчжоу  | http://www.gzgs.org.cn/               | (недоступная ссылка)                                                                 |
| Чжуншаньский политехнический колледж                                  | 中山职业技术学院             | 2006 | Провинциальный        | Чжуншань  | http://www.zspt.cn/                   | (недоступная ссылка)                                                                 |
| Гуанчжоуский научно-технологический колледж Хуали                     | 广州华立科技职业学院         | 1999 | Частный               | Гуанчжоу  | http://www.hlxy.net/                  |                                                                                      |
| Гуандунский инженерно-технический колледж                             | 广东工程职业技术学院         | 1958 | Провинциальный        | Гуанчжоу  | www.gdaust.net.cn                     |                                                                                      |
| Шаньвэйский политехнический колледж                                   | 汕尾职业技术学院             |      | Провинциальный        | Шаньвэй   | http://www.swvtc.cn/                  | (недоступная ссылка)                                                                 |
| Гуанчжоуский технологический колледж Наньян                           | 广州南洋理工职业学院         | 1984 | Частный               | Гуанчжоу  | http://www.nyjy.cn/                   |                                                                                      |
| Гуанчжоуский профессионально-технический колледж                      | 广州科技贸易职业学院         | 1984 | Провинциальный        | Гуанчжоу  | http://www.gzkmu.edu.cn/              | (недоступная ссылка)                                                                 |
| Гуанчжоуский колледж международной экономики                          | 广州涉外经济职业技术学院     | 2004 | Частный               | Гуанчжоу  | http://www.gziec.net/                 |                                                                                      |
| Гуандунский колледж судебной полиции                                  | 广东司法警官职业学院         | 2002 | Провинциальный        | Ниндэ     | http://www.gdsfjy.cn/                 | Аффилирован (недоступная ссылка) с провинциальным Департаментом юстиции              |
| Шэньчжэньский институт информационных технологий                      | 深圳信息职业技术学院         | 2002 | Провинциальный        | Шэньчжэнь | https://sziit.edu.cn/                 |                                                                                      |
| Гуандунский политехнический колледж                                   | 广东理工职业学院             | 2005 | Провинциальный        | Гуанчжоу  | http://www.gdpi.edu.cn/               | (недоступная ссылка)                                                                 |
| Гуандунская академия исполнительских искусств                         | 广东亚视演艺职业学院         | 2002 | Частный               | Дунгуань  | http://www.atvcn.com/                 | (недоступная ссылка)                                                                 |
| Цинъюаньский политехнический колледж                                  | 清远职业技术学院             | 2002 | Провинциальный        | Цинъюань  | http://www.qypt.com.cn/               |                                                                                      |
| Шаньтоуский политехнический колледж                                   | 汕头职业技术学院             | 2002 | Провинциальный        | Шаньтоу   | http://www.stpt.edu.cn/               |                                                                                      |
| Гуанчжоуский инженерно-технический колледж                            | 广州工程技术职业学院         | 1964 | Провинциальный        | Гуанчжоу  | http://www.gzvtc.cn/                  | (недоступная ссылка)                                                                 |
| Гуанчжоуский городской политехнический колледж                        | 广州城市职业学院             | 2005 | Провинциальный        | Гуанчжоу  | http://www.gcp.edu.cn/                | Аффилирован с Муниципальным народным правительством города Гуанчжоу                  |
| Цзянмэньский политехнический колледж                                  | 江门职业技术学院             | 2004 | Провинциальный        | Цзянмынь  | http://www.jmpt.cn/                   | (недоступная ссылка)                                                                 |
| Гуандунский колледж искусств и иностранных языков                     | 广东省外语艺术职业学院       | 2001 | Провинциальный        | Гуанчжоу  | http://www.gtcfla.net/                |                                                                                      |
| Гуандунский политехнический колледж                                   | 广东职业技术学院             | 1984 | Провинциальный        | Фошань    | http://www.gditt.edu.cn/              |                                                                                      |
| Лодинский политехнический колледж                                     | 罗定职业技术学院             | 2001 | Провинциальный        | Юньфу     | http://www.ldpoly.com/                | (недоступная ссылка)                                                                 |
| Хэюаньский политехнический колледж                                    | 河源职业技术学院             | 2001 | Провинциальный        | Хэюань    | http://www.hycollege.net/             | (недоступная ссылка)                                                                 |
| Гуандунский женский политехнический колледж                           | 广东女子职业技术学院         | 2001 | Провинциальный        | Гуанчжоу  | http://www.gdfs.edu.cn/               | (недоступная ссылка)                                                                 |
| Гуандунский строительный политехнический колледж                      | 广东建设职业技术学院         | 1979 | Частный               | Гуанчжоу  | http://www.gdcvi.net/                 |                                                                                      |
| Гуандунский электромеханический колледж                               | 广东机电职业技术学院         | 2001 | Провинциальный        | Гуанчжоу  | http://www.gdmec.com/                 |                                                                                      |
| Гуандунский колледж наук и торговли                                   | 广东科贸职业学院             | 1985 | Провинциальный        | Гуанчжоу  | http://www.gdkm.edu.cn/               | (недоступная ссылка)                                                                 |
| Чжаоцинский научно-технологический колледж                            | 肇庆科技职业技术学院         | 2004 | Частный               | Чжаоцин   | http://www.zqkjxy.com/                |                                                                                      |
| Гуандунский профессиональный колледж литературы и искусств            | 广东文艺职业学院             | 1954 | Провинциальный        | Гуанчжоу  | http://www.gdla.edu.cn/               | (недоступная ссылка)                                                                 |
| Чжухайский художественный колледж                                     | 珠海艺术职业学院             | 2003 | Частный               | Чжухай    | http://www.zhac.net/                  |                                                                                      |
| Хуэйчжоуский городской профессиональный колледж                       | 惠州城市职业学院             | 2014 | Провинциальный        | Хуэйчжоу  | http://www.hzc.edu.cn/                | (недоступная ссылка)                                                                 |
| Гуанчжоуский профессионально-технический колледж Канда                | 广州康大职业技术学院         | 2003 | Частный               | Гуанчжоу  | http://www.kdvtc-edu.cn/              |                                                                                      |
| Гуанчжоуский профессиональный колледж Хуашань                         | 广州华商职业学院             | 2009 | Частный               | Гуанчжоу  | http://www.gzhsvc.com/                |                                                                                      |
| Гуандунский Южный профессиональный колледж                            | 广东南方职业学院             | 2009 | Частный               | Цзянмынь  | http://jmyhu.com/                     | (недоступная ссылка)                                                                 |
| Гуанчжоу профессиональный колледж Хуася                               | 广州华夏职业学院             | 2009 | Частный               | Гуанчжоу  | http://www.gzhxtc.cn/                 | (недоступная ссылка)                                                                 |
| Гуандунский эко-инженерный политехнический колледж                    | 广东环境保护工程职业学院     | 2014 | Провинциальный        | Гуанчжоу  | http://www.gdlx.cn/                   | Аффилирован (недоступная ссылка) с Департаментом лесного хозяйства провинции Гуандун |
| Дунгуаньский политехнический колледж                                  | 东莞职业技术学院             | 2008 | Частный               | Дунгуань  | http://www.dgpt.edu.cn/               | (недоступная ссылка)                                                                 |
| Гуандунский молодежный профессиональный колледж                       | 广东青年职业学院             | 1950 | Провинциальный        | Гуанчжоу  | http://www.gdylc.cn/                  | Аффилирован (недоступная ссылка) с КСМ Китая                                         |
| Гуандунский инновационно-технический колледж                          | 广东创新科技职业学院         | 2011 | Частный               | Дунгуань  | http://www.gdcxxy.net/                | (недоступная ссылка)                                                                 |
| Гуанчжоуский профессиональный колледж Дунхуа                          | 广州东华职业学院             | 2011 | Частный               | Гуанчжоу  | http://www.gzdhxy.com/                | (недоступная ссылка)                                                                 |
| Гуандунский информационно-технический колледж                         | 广东信息工程职业学院         | 2011 | Частный               | Чжаоцин   | http://www.xxgcxy.cn/                 | (недоступная ссылка)                                                                 |
| Гуандунский танцевально-драматический профессиональный колледж        | 广东舞蹈戏剧职业学院         | 2012 | Провинциальный        | Гуанчжоу  | http://www.gdddc.edu.cn/              | Аффилирован (недоступная ссылка) с Департаментом культуры провинции Гуандун          |
| Хуэйчжоуский профессиональный колледж здравоохранения                 | 惠州卫生职业技术学院         | 2012 | Частный               | Хуэйчжоу  | http://www.hzhsp.edu.cn/              | (недоступная ссылка)                                                                 |
| Гуандунский экологический инженерный политехнический колледж          | 广东生态工程职业学院         | 2012 | Провинциальный        | Гуанчжоу  | http://www.gdsty.cn/gdstyb/index.html | (недоступная ссылка)                                                                 |
| Гуандунский профессиональный колледж Country Garden                   | 广东碧桂园职业学院           | 2014 | Частный               | Цинюань   | http://www.bgypt.com/                 | Аффилирован (недоступная ссылка) с компанией Country Garden                          |

## Военные и полицейские колледжи
| Название                                                | Китайское название               | Год  | Тип                                          | Город    | Примечания                                         |
| ------------------------------------------------------- | -------------------------------- | ---- | -------------------------------------------- | -------- | -------------------------------------------------- |
| Командная академия вооружённой полиции Китая в Гуанчжоу | 中国人民武装警察部队广州指挥学院 | 1984 | Корпус вооружённой полиции провинции Гуандун | Гуанчжоу |                                                    |
| Пограничный колледж общественной безопасности           | 公安边防部队高等专科学校         | 1991 | Управление пограничной обороны МОБ           | Тяньхэ   |                                                    |
| Колледж морской пехоты НОАК                             | 中国人民解放军海军陆战学院       | 1977 | ВМФ НОАК                                     | Гуанчжоу |                                                    |
| Военно-спортивная база комплексной подготовки НОАК      | 中国人民解放军陆军特种作战学院   | 1949 | Генеральный штаб НОАК                        | Гуанчжоу | Входит в состав Академии специальных операций НОАК |